# Équipe cycliste Almaty
L'équipe cycliste Almaty est une équipe cycliste kazakhe, ayant le statut d'équipe continentale.

## Principales victoires
- Grand Prix Cappadocia : 2022 (Anton Kuzmin)
- Grand Prix Velo Alanya : 2022 (Igor Chzhan)

## Classements UCI
L'équipe participe aux épreuves des circuits continentaux et en particulier de l'UCI Asia Tour. Les tableaux ci-dessous présentent les classements de l'équipe sur les différents circuits, ainsi que son meilleur coureur au classement individuel.
UCI Asia Tour
| UCI Asia Tour | UCI Asia Tour          | UCI Asia Tour                             | UCI Asia Tour |
| Année         | Classement par équipes | Meilleur coureur au classement individuel |               |
| ------------- | ---------------------- | ----------------------------------------- | ------------- |
| 2018          | 108e                   | Vadim Galeyev (667e)                      |               |
| 2019          | 41e                    | -                                         |               |
| 2020          | -                      | Sergey Luchshenko (20e)                   |               |
| 2021          | 13e                    | Daniil Fominykh (29e)                     |               |
| 2022          | 3e                     | Igor Chzhan (3e)                          |               |
| 2023          | 8e                     | Anton Kuzmin (6e)                         |               |
| 2024          | -                      | Ruslan Aliyev (64e)                       |               |
|               |                        |                                           |               |
| Source : UCI  |                        |                                           |               |

L'équipe est également classée au Classement mondial UCI qui prend en compte toutes les épreuves UCI et concerne toutes les équipes UCI.
| Classement mondial | Classement mondial     | Classement mondial                        | Classement mondial |
| Année              | Classement par équipes | Meilleur coureur au classement individuel |                    |
| ------------------ | ---------------------- | ----------------------------------------- | ------------------ |
| 2018               | -                      | Vadim Galeyev (2119e)                     |                    |
| 2019               | 200e                   | -                                         |                    |
| 2020               | -                      | Sergey Luchshenko (599e)                  |                    |
| 2021               | -                      | Daniil Fominykh (897e)                    |                    |
| 2022               | 54e                    | Igor Chzhan (194e)                        |                    |
| 2023               | 63e                    | Anton Kuzmin (269e)                       |                    |
| 2024               | -                      | Ruslan Aliyev (1061e)                     |                    |
|                    |                        |                                           |                    |
| Source : UCI       |                        |                                           |                    |

## Almaty Cycling Team en 2022
| Cycliste               | Date de naissance | Nationalité | Équipe 2021         |  |
| ---------------------- | ----------------- | ----------- | ------------------- |  |
| Igor Chzhan            | 2 octobre 1999    | Kazakhstan  | Vino-Astana Motors  |  |
| Maxim Gridhcin         | 17 mai 2000       | Kazakhstan  | Almaty Cycling Team |  |
| Nurzhan Khatpin        | 30 mai 2001       | Kazakhstan  | Vino-Astana Motors  |  |
| Devid Kussakov         | 28 février 2003   | Kazakhstan  |                     |  |
| Anton Kuzmin           | 20 novembre 1996  | Kazakhstan  | Gazprom-RusVelo     |  |
| Anton Lavrentyev       | 12 juillet 1995   | Kazakhstan  | Almaty Cycling Team |  |
| Daniil Marukhin        | 13 février 1999   | Kazakhstan  | Vino-Astana Motors  |  |
| Sultanmurat Miraliyev  | 13 octobre 1990   | Kazakhstan  | Almaty Cycling Team |  |
| Rudolf Remkhi          | 5 octobre 2003    | Kazakhstan  |                     |  |
| Iogan Shtein           | 2 juin 1999       | Kazakhstan  | Vino-Astana Motors  |  |
| Dinmukhammed Ulysbayev | 21 juillet 1998   | Kazakhstan  | Almaty Cycling Team |  |
| Alisher Zhumakan       | 17 janvier 1997   | Kazakhstan  |                     |  |